# Бельгин, Андрей Антонович
Андрей Антонович Бельгин (18 августа 1920, станица Уманская — 6 июля 1943, у села Крутой Лог, Курская область) — советский офицер-пехотинец в годы Великой Отечественной войны, гвардии капитан. Герой Советского Союза (1.11.1943, посмертно).

## Биография
Родился 18 августа 1920 года в станице Уманская,Ейского отдела Кубано-Черноморской области, (ныне Ленинградского района Краснодарского края), в казачей семье . Русский.
Детские и школьные годы Андрея прошли в Ростове-на-Дону.
В Красной Армии с 1935 года. Участвовал в советско-финской войне. В 1940 году окончил Харьковское военно-медицинское училище. 
Участник Великой Отечественной войны с 1941 года.
Командир батальона 214-го гвардейского стрелкового полка (73-я гвардейская стрелковая дивизия, 7-я гвардейская армия, Воронежский фронт) гвардии капитан А. А. Бельгин отличился в ходе оборонительного этапа Курской битвы. В ночь на 6 июля 1943 года его батальон, усиленный несколькими артиллерийскими батареями и САУ, занял оборону в районе села Крутой Лог под Белгородом и на рассвете принял на себя удар до 70 танков и штурмовых орудий противника с пехотой. Батальон в течение дня отразил 11 атак противника, удержал занимаемые позиции. В этом бою 6 июля 1943 года капитан Бельгин был ранен, но поля боя не покинул и продолжал управлять действиями батальона. Когда к его наблюдательному пункту прорвался немецкий танк, А. Бельгин подбил его гранатой и погиб при взрыве.
Похоронен в с. Никольское Шебекинского района Белгородской области.

## Память
- В селе Крутой Лог установлен памятный знак трем Героям Советского Союза, защищавшим село во время Курской битвы — А. А. Бельгину, И. В. Илясову и С. П. Зорину.
- Именем Героя названы улицы в городе Шебекино (с 1985 г.), поселке городского типа Разумное и в селе Никольское Белгородской области.
- В лицее № 57 города Ростова-на-Дону создан музей имени А. А. Бельгина, ставший в 2018 году лучшим школьным музеем города Ростова-на-Дону. На здании школы установлена мемориальная доска. В советские годы имя Бельгина носили школа № 57 и одна из библиотек в Ростове-на-Дону.
- Зачислен в списки комсомольско-молодёжной бригады Шебекинского машиностроительного завода.
- В школе с. Крапивное Шебекинского района создан музей А. А. Бельгина.

## Награды
- Указом Президиума Верховного Совета СССР от 1 ноября 1943 года Бельгину Андрею Антоновичу присвоено звание Героя Советского Союза (посмертно).)))
- Награждён орденом Ленина (1.11.1943, посмертно)